# Nicolas Pariser
Nicolas Pariser (París, 29 de setembre de 1974) és un director de cinema francès.

## Biografia
Primer va estudiar dret, filosofia i història de l'art i del cinema. Va obtenir un màster en cinema i una llicenciatura en filosofia a la Universitat de París I Panteó-Sorbona.
Després es va convertir en crític de cinema per a la revista "Sofa". Va treballar durant quatre anys per al director Pierre Rissient.

## Filmografia

### Director
Curtmetratge
- 2008 : Le Jour où Ségolène a gagné
- 2009 : La République
- 2013 : Agit Pop

Llargmetratge
- 2015 : Le Grand Jeu
- 2019 : Els consells de l'Alice
- 2022 : Le Parfum vert

Sèrie de televisió
- 2021 : En thérapie, temporada 1, episodi Léonora et Damien

### Actor
- 2009 : La République (curtmetratge) d'ell mateix : el primer enarca
- 2011 : Moonlight Lover (curtmetratge) de Guilhem Amesland : l'home al cafè
- 2012 : La Grève des ventres (curtmetratge) de Lucie Borleteau
- 2012 : L'Autre sang (curtmetratge) de François Tchernia i François Vacarisas : el milionari
- 2013 : Agit Pop (curtmetratge) d'ell mateix : l'home del braç embenat
- 2014 : Les Petits cailloux (curtmetratge) de Chloé Mazlo : l'home del braç embenat

## Distincions
- 2010 : Premi Jean-Vigo al curtmetratge per La République[3]
- 2013 : Setmana de la Crítica al festival de Canes per Agit Pop[4] (sélection)
- 2015 : Festival de Locarno, secció Cinéastes du présent per Le Grand jeu (selecció)
- 2015 : Premi Louis-Delluc a la millor primer pel·lícula per Le Grand jeu